# Villeloin
Pour un article plus général, voir Villeloin-Coulangé.
Villeloin est une ancienne commune d'Indre-et-Loire, réunie le 19 août 1831 à la commune de Coulangé par ordre du roi Louis Philippe, pour devenir la commune de Villeloin-Coulangé. Elle faisait 15 hectares seulement. Les habitants de Coulangé, plus nombreux profitaient de 3 447 hectares. Cette disproportion justifie en partie la fusion des deux agglomérations. De plus la commune de Villeloin était  enclavé par Coulangé.

## Toponymie
le nom de Villa Lupae est lié à une dame Louve, veuve d'Eudore, vice-consul de Tours. Elle se retire dans une de ses propriétés (ou villa) ; elle y fonde un monastère d'hommes en l'honneur du Sauveur du monde et y met un abbé pour diriger les religieux. Ce lieu conserve le nom de sa fondatrice, Villa - Lupae, Villeloin..
Villa Lupae est mentionnée en 850 dans le cartulaire de Cormery à l'occasion de la formation du monastère de Villeloin. 
On trouve ensuite Villa Loens et Villeloen au XIIe siècle, Villalupe, Villaloem, Ville Lupantium, Villa Lupensis en 1200 (Chartes de Villeloin) et Villeloing en 1394 dans la charte de Geofroy de Palluau.

## Réunion de Villeloin et deCoulangé
La réunion des communes de Villeloin et de Coulangé a été officialisée par une lettre du roi Louis-Philippe le 19 août 1831.

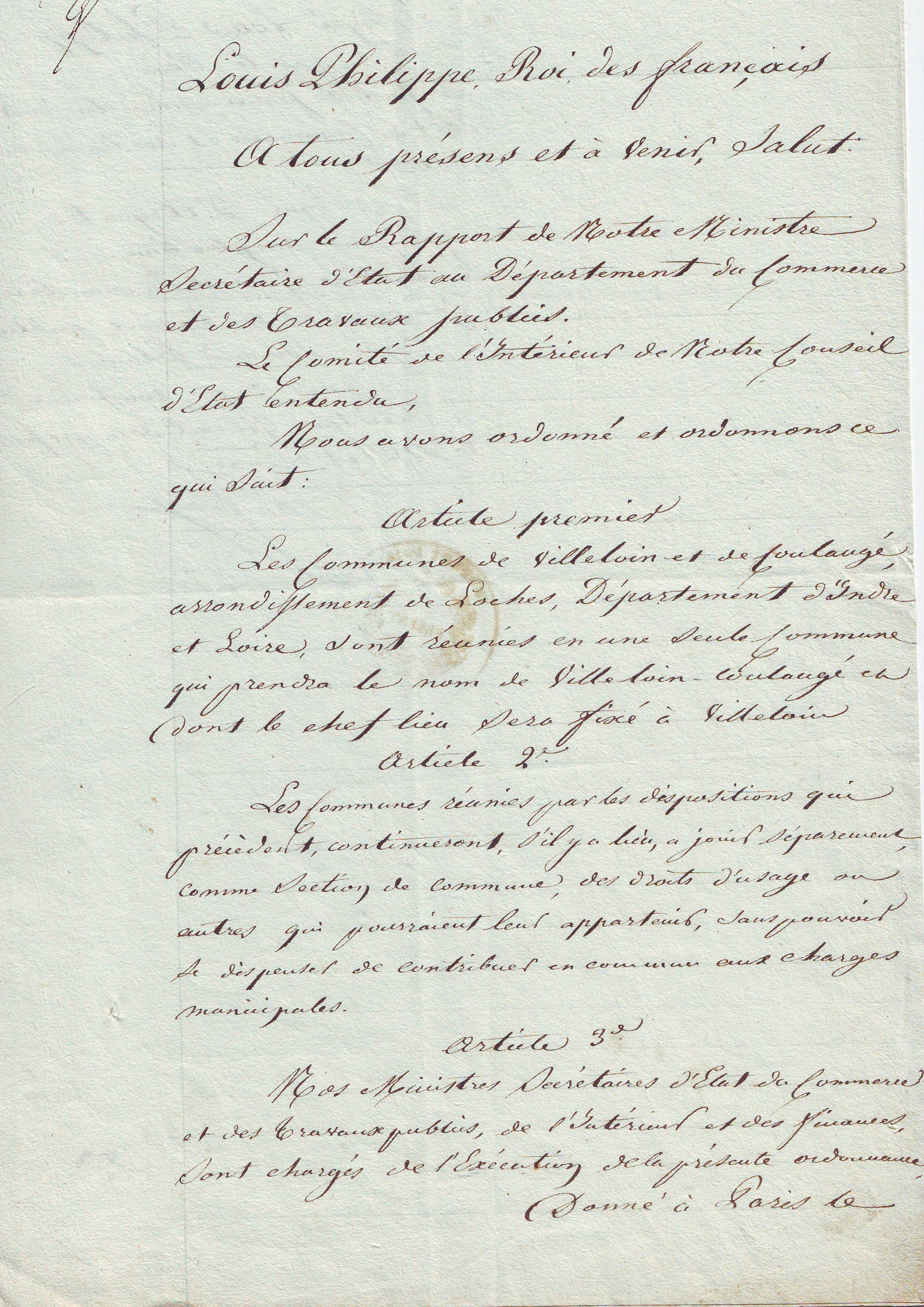
Copie conforme de la lettre de Louis Philippe, roi des Français, ordonnant la réunion des communes de Villeloin et de Coulangé. Page 1.

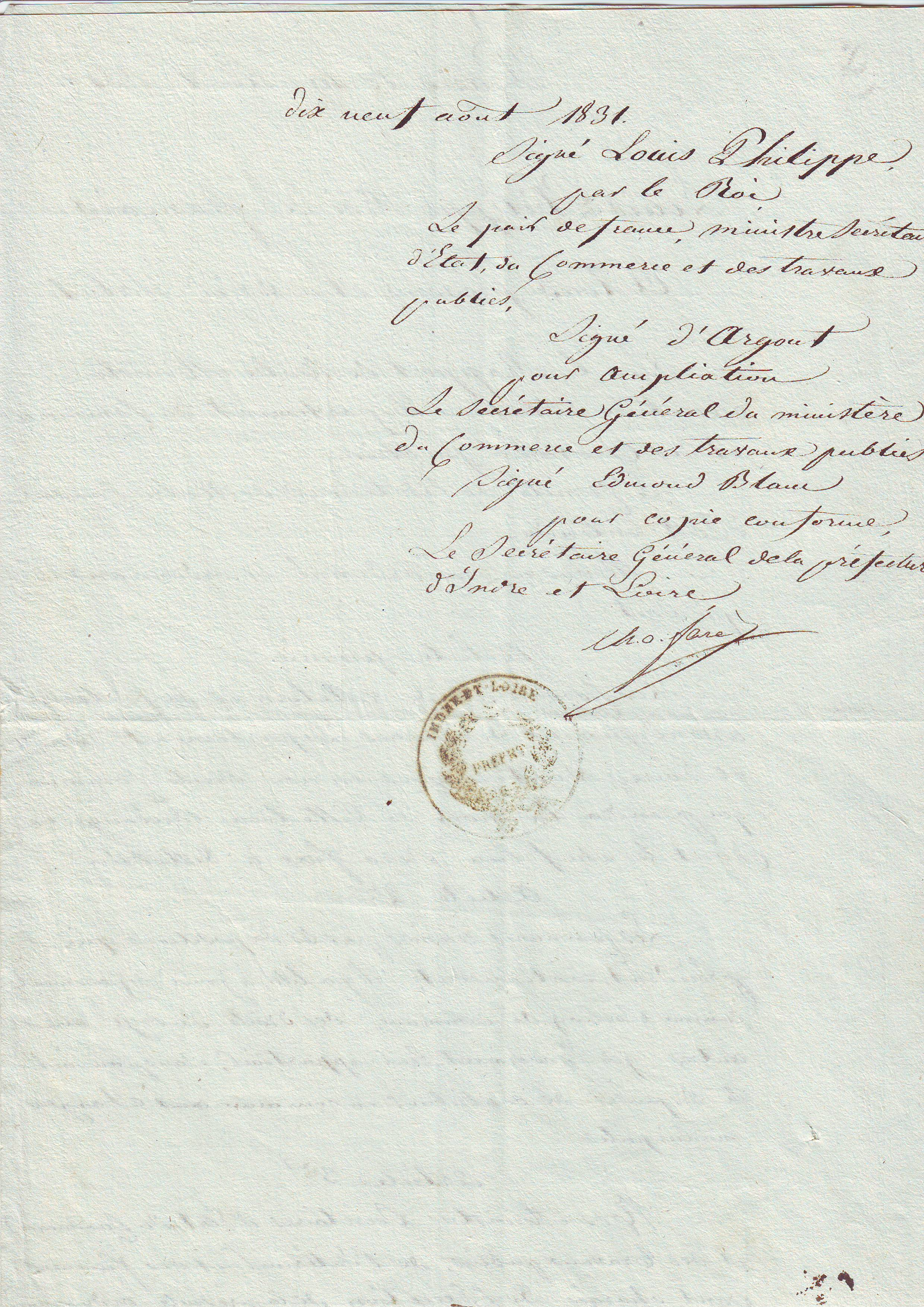
Copie conforme de la lettre de Louis Philippe, roi des Français, ordonnant la réunion des communes de Villeloin et de Coulangé. Page 2.

## Liste des maires de la commune de Villeloin
Jean-Pierre Mabilleau-Gérault, maire de Villeloin devint maire de la nouvelle commune en 1831.

## Démographie
La population était exclusivement urbaine. Contrairement aux communes voisines, Villeloin ne comptait aucun hameau ou lieu-dit, en raison de sa petite superficie. Le développement du bourg de la commune fusionnée se fera par l'absorption de hameaux de Coulangé (le Paradis, la Carabellerie, le Carroi, la Boirie, le Bas de Planche).  
La démographie n'est pas connue avant 1793 et à partir de 1831 les habitants de Villeloin sont intégrés dans la commune de Villeloin-Coulangé. 
| 1793 | 1800 | 1806 | 1821 | 1831 |
| ---- | ---- | ---- | ---- | ---- |
| 252  | 247  | 244  | 238  | 256  |

## Histoire
Le fief de Villeloin dépendait du Château de Loches, et appartenait à l'abbaye de Villeloin. Il avait le droit de haute justice.

## Compléments